# 北海道道971号旭温泉旭線
北海道道971号旭温泉旭線（ほっかいどうどう971ごう あさひおんせんあさひせん）は、北海道天塩郡遠別町内を結ぶ一般道道（北海道道）である。

## 概要

### 路線データ
- 起点：北海道天塩郡遠別町字旭（えんべつ旭温泉）
- 終点：北海道天塩郡遠別町字旭（国道232号交点）
- 総延長：6.121 km
- 実延長：6.102 km
- 重用延長：0.019 km

### 道路管理者
- 留萌振興局 留萌建設管理部 遠別出張所

## 歴史
- 1979年（昭和54年）4月17日 - 路線認定[1]。

## 地理

### 通過する自治体
- 留萌振興局
  - 天塩郡遠別町

### 交差する道路
遠別町
- 国道232号 - 字旭（終点）

### 沿線にある施設など
遠別町
- えんべつ旭温泉